# Покровка (Атбасарський район)
Покро́вка (каз. Покровка) — село у складі Атбасарського району Акмолинської області Казахстану. Адміністративний центр Покровського сільського округу.
Населення — 496 осіб (2021; 834 у 2009, 1150 у 1999, 1721 у 1989).
Національний склад станом на 1989 рік:
- німці — 52 %;
- українці — 20 %.